# Kala/Balge
Kala/Balge è una delle ventisette aree a governo locale (local government areas) in cui è suddiviso lo stato di Borno, nella Repubblica Federale della Nigeria.
Si estende su una superficie di 1.896 chilometri quadrati e conta una popolazione di 60.797 abitanti.